# André Souris
André Souris (Marchienne-au-Pont, 10 de julio de 1899 – París, 12 de febrero de 1970) fue un compositor, director de orquesta, musicólogo y escritor belga asociado con el movimiento surrealista.

## Biografía
Souris nació en Marchienne-au-Pont, Bélgica, y estudió en el Conservatorio de Bruselas de 1911 a 1918, ganando primeros premios en historia de la música (1915), armonía (1916), contrapunto y fuga (1917) y violín (1918). Tras sus estudios de postgrado en composición y orquestación con Paul Gilson, ganó el premio Rubens en 1927. Esto le permitió trasladarse a París, donde buscó a los líderes de las vanguardias. Tomó lecciones de dirección con Scherchen en 1935 y fue director de la radio belga de 1937 a 1946.
Hasta 1923 Souris compuso mucha música bajo la fuerte influencia de Claude Debussy, pero después de descubrir otros estilos musicales en los Conciertos Pro Arte, repudió estos primeros trabajos y adoptó como modelos a Erik Satie e Ígor Stravinski. Uniéndose a los surrealistas belgas del grupo Correspondance en torno a Paul Nougé, escribió música deliberadamente banal, comenzando con la Coral, marche et galop para cuatro instrumentos de viento (1925), que se convirtió en su op. 1, obra claramente en deuda con L'Histoire du soldat de Stravinski.
Vivió entre Italia, Francia y Austria y murió en París.